# 수색장갑차

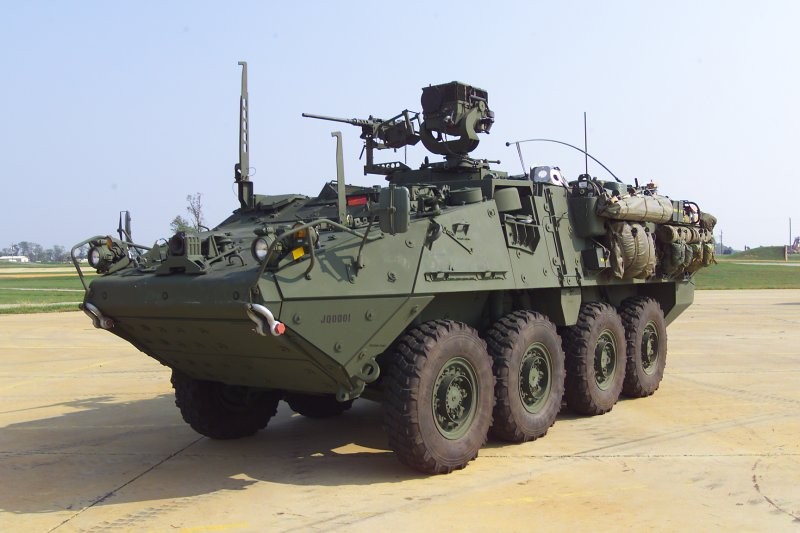
스트라이커 장갑차의 수색차형인 M1127 수색장갑차.

수색장갑차(reconnaissance vehicle)는 전방 수색 및 정찰에 사용되는 군용 차량이다. 무한궤도식과 차륜식이 모드 사용된다. 일부 국가에서는 M551 셰리던 같은 경전차들이 척후소대에서 사용되기도 했다. 척후장갑차는 대개 크기가 작고 무장이 가벼우며, 속도와 신속한 은엄폐 및 탈주능력에 주안점을 두고 개발한다.
수색장갑차보다 경장갑 경무장인 수색정찰차량은 척후장갑차라고 한다.

## 같이 보기
- 척후장갑차